# PC-8801
| QS-Informatik | Dieser Artikel wurde wegen inhaltlicher Mängel auf der Qualitätssicherungsseite der Redaktion Informatik eingetragen. Dies geschieht, um die Qualität der Artikel aus dem Themengebiet Informatik auf ein akzeptables Niveau zu bringen. Hilf mit, die inhaltlichen Mängel dieses Artikels zu beseitigen, und beteilige dich an der Diskussion! (+) Begründung: Überarbeitung notwendig: Fließtext, Belege. Knurrikowski (Diskussion) 14:57, 11. Apr. 2016 (CEST) |

Der PC-8801 ist ein Zilog Z80-basierter Heimcomputer, der in den 1980er Jahren von Nippon Electric Company (NEC) überwiegend in Japan vertrieben wurde, wo er es zu großer Popularität brachte. Der PC-8801 wird verkürzt oft auch als PC-88 bezeichnet. NECs amerikanische Tochter NEC Home Electronics (USA) brachte in den USA einige Varianten des PC-8801 auf den Markt.

## Modellliste
| Erscheinungsjahr | Modellname     | Modell         | CPU                     | RAM    | VRAM   | N mode | V1 mode | V2 mode | V3 mode | Sound                                                                  | Atari D-subminiature\|D-sub 9pin I/O port | Diskettenlaufwerk          | CD-ROM-Laufwerk | Anmerkung |
| ---------------- | -------------- | -------------- | ----------------------- | ------ | ------ | ------ | ------- | ------- | ------- | ---------------------------------------------------------------------- | ----------------------------------------- | -------------------------- | --------------- | --- |
| 1981             | PC-8801        | PC-8801        | NEC NEC µPD780 4 MHz    | 64 KB  | 48 KB  | Ja     | Ja      | Nein    | Nein    | Interner Pieper wie in den IBM PCs oder im original Sinclair Spectrum. | Nein                                      | Keines                     | Nein            | |
| 1983             | PC-8801mkII    | model10        | NEC NEC µPD780 4 MHz    | 64 KB  | 48 KB  | Ja     | Ja      | Nein    | Nein    | Interner Pieper                                                        | Nein                                      | Keines                     | Nein            | |
| 1983             | PC-8801mkII    | model20        | NEC NEC µPD780 4 MHz    | 64 KB  | 48 KB  | Ja     | Ja      | Nein    | Nein    | Interner Pieper                                                        | Nein                                      | 5.25" 2D x1                | Nein            | |
| 1983             | PC-8801mkII    | model30        | NEC NEC µPD780 4 MHz    | 64 KB  | 48 KB  | Ja     | Ja      | Nein    | Nein    | Interner Pieper                                                        | Nein                                      | 5.25" 2D x2                | Nein            | |
| 1985             | PC-8801mkII SR | model10        | NEC NEC µPD780 4 MHz    | 64 KB  | 48 KB  | Ja     | Ja      | Ja      | Nein    | Yamaha YM2203 Mono                                                     | Ja                                        | Keines                     | Nein            | Der V2 mode, der notwendig ist, um die meisten für den PC-88 entwickelten Spiele zu betreiben, wird eingeführt. |
| 1985             | PC-8801mkII SR | model20        | NEC NEC µPD780 4 MHz    | 64 KB  | 48 KB  | Ja     | Ja      | Ja      | Nein    | Yamaha YM2203 Mono                                                     | Ja                                        | 5.25" 2D x1                | Nein            | Der V2 mode, der notwendig ist, um die meisten für den PC-88 entwickelten Spiele zu betreiben, wird eingeführt. |
| 1985             | PC-8801mkII SR | model30        | NEC NEC µPD780 4 MHz    | 64 KB  | 48 KB  | Ja     | Ja      | Ja      | Nein    | Yamaha YM2203 Mono                                                     | Ja                                        | 5.25" 2D x2                | Nein            | Der V2 mode, der notwendig ist, um die meisten für den PC-88 entwickelten Spiele zu betreiben, wird eingeführt. |
| 1985             | PC-8801mkII TR | PC-8801mkII TR | NEC NEC µPD780 4 MHz    | 64 KB  | 48 KB  | Ja     | Ja      | Ja      | Nein    | Yamaha YM2203 Mono                                                     | Ja                                        | 5.25" 2D x2                | Nein            | Der PC-8801 mkII SR hatte ein 300 bit/s Modem                                                                   |
| 1985             | PC-8801mkII FR | model10        | NEC NEC µPD780 4 MHz    | 64 KB  | 48 KB  | Nein   | Ja      | Ja      | Nein    | Yamaha YM2203 Mono                                                     | Ja                                        | Keines                     | Nein            | kostensparende Version des PC-8801mkIISR                                                                        |
| 1985             | PC-8801mkII FR | model20        | NEC NEC µPD780 4 MHz    | 64 KB  | 48 KB  | Nein   | Ja      | Ja      | Nein    | Yamaha YM2203 Mono                                                     | Ja                                        | 5.25" 2D x1                | Nein            | kostensparende Version des PC-8801mkIISR                                                                        |
| 1985             | PC-8801mkII FR | model30        | NEC NEC µPD780 4 MHz    | 64 KB  | 48 KB  | Nein   | Ja      | Ja      | Nein    | Yamaha YM2203 Mono                                                     | Ja                                        | 5.25" 2D x2                | Nein            | kostensparende Version des PC-8801mkIISR                                                                        |
| 1985             | PC-8801mkII MR | PC-8801mkII MR | NEC NEC µPD780 4 MHz    | 192 KB | 48 KB  | Nein   | Ja      | Ja      | Nein    | Yamaha YM2203 Mono                                                     | Ja                                        | 5.25" 2HD x2               | Nein            | FDD 2D->2HD |
| 1986             | PC-8801 FH     | model10        | NEC µPD70008 8 MHz      | 64 KB  | 48 KB  | Nein   | Ja      | Ja      | Nein    | Yamaha YM2203 Mono                                                     | Ja                                        | Keines                     | Nein            | 88FR CPU Upgrade                                                                                                |
| 1986             | PC-8801 FH     | model20        | NEC µPD70008 8 MHz      | 64 KB  | 48 KB  | Nein   | Ja      | Ja      | Nein    | Yamaha YM2203 Mono                                                     | Ja                                        | 5.25" 2D x1                | Nein            | 88FR CPU Upgrade                                                                                                |
| 1986             | PC-8801 FH     | model30        | NEC µPD70008 8 MHz      | 64 KB  | 48 KB  | Nein   | Ja      | Ja      | Nein    | Yamaha YM2203 Mono                                                     | Ja                                        | 5.25" 2D x2                | Nein            | 88FR CPU Upgrade                                                                                                |
| 1986             | PC-8801 MH     | PC-8801 MH     | NEC µPD70008 8 MHz      | 192 KB | 48 KB  | Nein   | Ja      | Ja      | Nein    | Yamaha YM2203 Mono                                                     | Ja                                        | 5.25" 2HD x2               | Nein            | 88MR CPU Upgrade                                                                                                |
| 1987             | PC-88 VA       | PC-88 VA       | NEC V50 (µPD9002) 8 MHz | 512 KB | 256 KB | Nein   | Ja      | Ja      | Ja      | Yamaha YM2203 Mono                                                     | Ja                                        | 5.25" 2HD x2               | Nein            | CPU Upgrade (8bit->16bit)                                                                                       |
| 1987             | PC-8801 FA     | PC-8801 FA     | NEC µPD70008 8 MHz      | 64 KB  | 48 KB  | Nein   | Ja      | Ja      | Nein    | Yamaha YM2608 Stereo + ADPCM Mono                                      | Ja                                        | 5.25" 2D x2                | Nein            | Soundkarten Upgrade (88FH + sound board2(Yamaha YM2608))                                                        |
| 1987             | PC-8801 MA     | PC-8801 MA     | NEC µPD70008 8 MHz      | 192 KB | 48 KB  | Nein   | Ja      | Ja      | Nein    | Yamaha YM2608 Stereo + ADPCM Mono                                      | Ja                                        | 5.25" 2HD x2               | Nein            | Soundkarten Upgrade (88FH + sound board2(Yamaha YM2608))                                                        |
| 1988             | PC-88 VA2      | PC-88 VA2      | NEC V50 (µPD9002) 8 MHz | 512 KB | 256 KB | Nein   | Ja      | Ja      | Ja      | Yamaha YM2608 Stereo + ADPCM Mono                                      | Ja                                        | 5.25" 2HD x2               | Nein            | |
| 1988             | PC-88 VA3      | PC-88 VA3      | NEC V50 (µPD9002) 8 MHz | 512 KB | 256 KB | Nein   | Ja      | Ja      | Ja      | Yamaha YM2608 Stereo + ADPCM Mono                                      | Ja                                        | 5.25" 2HD x2 / 3.5" 2TD x1 | Nein            | 2TD FDD wurde hinzugefügt                                                                                       |
| 1988             | PC-8801 FE     | PC-8801 FE     | NEC µPD70008 8 MHz      | 64 KB  | 48 KB  | Nein   | Ja      | Ja      | Nein    | Yamaha YM2203 Mono                                                     | Ja                                        | 5.25" 2D x2                | Nein            | TV(NTSC) Ouput(Composit Video) hinzugefügt, External I/O wurde entfernt                                         |
| 1988             | PC-8801 MA2    | PC-8801 MA2    | NEC µPD70008 8 MHz      | 192 KB | 48 KB  | Nein   | Ja      | Ja      | Nein    | Yamaha YM2608 Stereo + ADPCM Mono                                      | Ja                                        | 5.25" 2HD x2               | Nein            | 88MA Modellwechsel                                                                                              |
| 1989             | PC-8801 FE2    | PC-8801 FE2    | NEC µPD70008 8 MHz      | 64 KB  | 48 KB  | Nein   | Ja      | Ja      | Nein    | Yamaha YM2203 Mono                                                     | Ja                                        | 5.25" 2D x2                | Nein            | 88FE Modellwechsel                                                                                              |
| 1989             | PC-8801 MC     | model1         | NEC µPD70008 8 MHz      | 192 KB | 48 KB  | Nein   | Ja      | Ja      | Nein    | Yamaha YM2608 Stereo + ADPCM Mono                                      | Ja                                        | 5.25" 2HD x2               | (Optional)      | |
| 1989             | PC-8801 MC     | model2         | NEC µPD70008 8 MHz      | 192 KB | 48 KB  | Nein   | Ja      | Ja      | Nein    | Yamaha YM2608 Stereo + ADPCM Mono                                      | Ja                                        | 5.25" 2HD x2               | Ja              | |

## Hardware
Für die damalige Zeit besaß der PC-8801SR (V2-mode) eine hohe Grafikauflösung, konnte aber nur 8 von 512 Farben zeitgleich darstellen. Die 640 × 400-Auflösung konnte nur monochrom genutzt werden.
Seine Soundfähigkeiten waren ebenfalls fortschrittlich im Vergleich zu anderen damaligen Heimcomputern.
- N mode: PC-8000-Reihe kompatibler Graphikmodus
- V1 mode: 640 × 200: 8 Farben, 640 × 400: 2 Farben
- V2 mode:  640 × 200: 8 aus 512 Farben, 640 × 400: 2 aus 512 Farben
- V3 mode:  640 × 200: 65536 Farben, 640 × 400: 256 aus 65536 Farben, 320 × 200: 65536 Farben, 320 ×  400: 64 aus 65536 Farben

- PC-8801/PC8801mkII
  - CPU: NEC PD780C-1 (Z80A-kompatibel)
  - Auflösungen: (N mode / V1 mode)
  - Arbeitsspeicher: 40+8+24 = 72 KB ROM, 64+48 = 112 KB RAM
  - Sound: Beep only

- PC-8801mkIISR/TR/FR/MR
  - CPU: NEC PD780C-1 (Z80A-kompatible)
  - Auflösungen:  (SR/TR) (N mode / V1 mode / V2 mode) or (FR/MR) (V1 mode / V2 mode)
  - Arbeitsspeicher: 40+8+24 = 72 KB ROM, 64+48+4 = 116 KB RAM (MR = 244 KB)
  - Sound: Beep + YM2203 (3 FM channels, 3 SSG) Mono

- PC-8801FH/MH/FE/FE2
  - CPU: µPD70008 (Z80H-kompatible)
  - Auflösungen:  (V1 mode / V2 mode)
  - Arbeitsspeicher: 40+8+24 = 72 KB ROM, 64+48+4 = 116 KB RAM (MH = 244 KB)
  - Sound: Beep +  YM2203 (3 FM channels, 3 SSG) Mono

- PC-8801FA/MA/MA2/MC
  - CPU: µPD70008 (Z80H-kompatible)
  - Auflösungen: (V1 mode / V2 mode)
  - Arbeitsspeicher: 40+8+24 = 72 KB ROM, 64+48+4 = 116 KB RAM (MA/MA2/MC = 244 KB)
  - Sound: Beep + YM2608 (6 FM channels, 3 SSG, 6 rhythms) Stereo + 1 ADPCM Mono

- PC-88VA/VA2/VA3
  - CPU: NEC V50 (µPD9002) 8 MHz
  - Auflösungen: (V1 mode / V2 mode / V3 mode)
  - Arbeitsspeicher: 40+8+24 = 72 KB ROM, 512+48+256 = 816 KB RAM
  - Sound: Beep + (VA)YM2203 (3 FM channels, 3 SSG) Mono or  (VA2/VA3)YM2608 (6 FM channels, 3 SSG, 6 rhythms) Stereo + 1 ADPCM Mono

## Modi

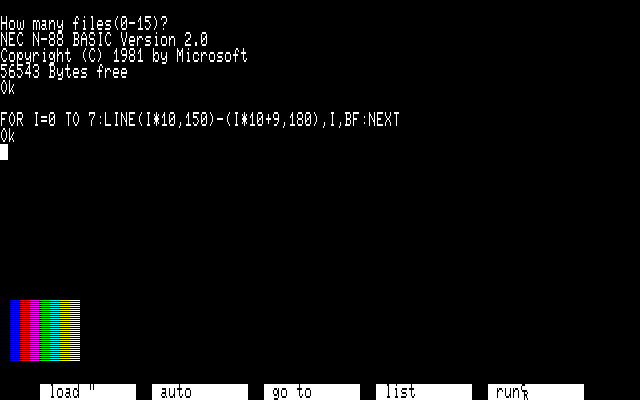
N88-BASIC-Modus

Der Heimcomputer hatte einen eigenen Interpreter für den N88-BASIC genannten BASIC-Dialekt. Er konnte in vorgenanntem N88-BASIC-Modus, CP/M oder MS-DOS-Modus gestartet werden und besaß außerdem einen Schalter, der es erlaubte, den PC-8801 in einem PC-8001-kompatiblen Modus zu starten (der PC-8001 war der Vorgänger des PC-8801).

## Software
Zu den Firmen, die exklusiv Software für den NEC PC-8801 entwickelten, zählten unter anderem Enix, Square, Sega, Nihon Falcom, Bandai, HAL Laboratory, ASCII, Pony Canyon, Technology and Entertainment Software, Wolf Team, Dempa, Champion Soft, Starcraft, Micro Cabin, PSK, und Bothtec. Einige Spiele für den PC-8801 wurden auch für den MSX produziert, z. B. Spiele von Game Arts, ELF Corporation und Konami. Viele populäre Spielereihen erschienen zuerst auf dem NEC PC-8801, insbesondere Snatcher, Thexder, Dragon Slayer, RPG Maker, und Ys.
Nintendo erteilte Hudson Soft die Lizenz einige von Nintendos Famicomspielen auf die NEC PC-8801-Plattform zu portieren, insbesondere Excitebike, Balloon Fight, Tennis, Donkey Kong 3, Golf, und Ice Climber, sowie zwei neue Editionen von Mario Bros., die Mario Bros. Special und Punch Ball Mario Bros. genannt wurden. Zusätzlich wurde eine speziell für die NEC PC-8801-Plattform entworfene Edition von Super Mario Bros. entwickelt und vermarktet, die Super Mario Bros. Special genannt wurde.